# Limbach, Baden-Württemberg
Limbach är en kommun och ort i Neckar-Odenwald-Kreis i regionen Rhein-Neckar i Regierungsbezirk Karlsruhe i förbundslandet Baden-Württemberg i Tyskland.
Kommunen ingår i kommunalförbundet Limbach-Fahrenbach tillsammans med kommunen Fahrenbach.